# Amanda Tapping
Amanda Tapping (* 28. srpna 1965 Rochford, hrabství Essex, Spojené království) je kanadská herečka a režisérka britského původu. K jejím nejvýznamnějším rolím patří postava majora Samanthy Carterové v seriálu Hvězdná brána (1997–2007).

## Biografie
Narodila se v Rochfordu v Anglii. Společně se svými třemi bratry (jeden z nich je její dvojče) vyrostla v Torontu. Její rodiče chtěli, aby se zabývala vědou. Na střední škole excelovala v matematice, ale rozhodla se pro herectví. Vystudovala drama na univerzitě ve Windsoru v Ontariu. Po vystudování se objevila v několika divadelních inscenacích a také reklamách. Na počátku 90. let vytvořila spolu s Katherine Jacksonovou a Anne Marie Kerrovou Random Acts - improvizující komediální hereckou skupinu. Skupina zanikla, když se její představitelky odstěhovaly na různá místa. V letech 1992 - 1997 se objevila v několika filmech a seriálech, zlom nastal až roku 1997, kdy získala roli Samanthy Carterové v seriálu Hvězdná brána. Díky této roli pronikla do povědomí milionů fanoušků po celém světě. Postavu Carterové si zopakovala i v DVD filmech Hvězdná brána: Archa pravdy a Hvězdná brána: Návrat a v navazujících seriálech Hvězdná brána: Atlantida a Hvězdná brána: Hluboký vesmír.
Je provdaná za Alana Kovacse, v březnu 2005 se jí narodila dcera jménem Olivia B. Kovacs.

## Filmografie (vybraná)
- Nerovný zápas – 1995
- Dítě na půjčku – 1995
- Degree of Guilt – 1995
- Dárce – 1995
- Flash Forward – 1996
- Střípky vzpomínek – 1996
- The Haunting of Lisa – 1996
- Golden Will: The Silken Laumann Story – 1996
- Co jsi to za matku? – 1996
- Hvězdná brána – 1997–2007
- Booty Call – 1997
- The Giver – 1997
- Blacktop – 2000
- The Void – 2001
- Stuck – 2002
- Life or Something Like It – 2002
- Traffic – 2004
- Legend of Earthsea – 2004
- Proof Positive: Evidence of the Paranormal – 2004–2005
- Hvězdná brána: Atlantida – 2005–2009
- Svatyně (websérie) – 2007
- Hvězdná brána: Archa pravdy – 2008
- Hvězdná brána: Návrat – 2008
- Svatyně – 2008–2011
- Hvězdná brána: Hluboký vesmír – 2009–2010
- Lovci duchů – 2012–2013, 2018